# Kmeny
Kmeny (2011) je publikace mapující současné české městské subkultury. Hlavními autory jsou Karel Veselý, Vladimir 518 a fotograf Tomáš Souček, knihu vydalo vydavatelství Bigg Boss. Na jednotlivých kapitolách o různých subkulturách se podílelo 25 autorů. 

## Kmeny 0
O dva roky později na knihu Kmeny navázala podobně vypravená publikace Kmeny 0 o subkulturách mezi lety 1969 a 1989. Editorem byl opět Vladimir 518, dalších 24 autorů zpracovalo jednotlivé kapitoly.

### Seznam „kmenů“ a autoři kapitol
- Máničky – Petr Blažek
- Trampové – Jan Charvát
- Teplí – Jan Seidl
- Underground – Josef Rauvolf
- Sci-fi – Ivan Adamovič
- Motorkáři – Petr Drnovský
- Kinoamatéři – Jiří Horníček
- Kulturisté – Kamil Fila
- Folk – Michal Konečný
- Disent – Adam Drda
- Počítači – Pavel Kappel
- Punk – Phil Hell
- Alternativa – Mikoláš Chadima
- Ekoaktivisté – Jiří Kulich
- Lennonisté – Filip Pospíšil
- Vlajkonoši – Jiří Volek
- Gotici - Pavel Zelinka
- Nová vlna – Petr Hrabalik
- Auto – Luděk Staněk
- Metal – František Štorm
- Skate – Martina Overstreet
- Alternativní divadlo – Jan Dvořák
- Veksláci – Adam Havlík
- Nudisti – Michal Josephy
- Výtvarníci – Tomáš Pospiszyl
- Depešáci – Vladimir 518

## Televizní seriál
Na motivy knihy Kmeny byl vytvořen stejnojmenný dokumentární cyklus, který Česká televize vysílala v roce 2015. V rámci něho bylo natočeno 16 půlhodinových portrétů vybraných subkultur. Na seriálu pracovali režiséři Bohdan Bláhovec, Jiří Volek, Jan Látal, Petr Hátle, Janek Růžička, Jan Strejcovský, Pavel Abrahám, Daniela Gébová, Štěpán Vodrážka a Jan Zajíček.

## Divadlo
Kniha inspirovala i vznik stejnojmenného divadelního představení v brněnské Redutě v režii Braňa Holička s premiérou v únoru 2017.